# Xanthoperla gissarica
Xanthoperla gissarica är en bäcksländeart som beskrevs av Zhiltzova och Peter Zwick 1971. Xanthoperla gissarica ingår i släktet Xanthoperla och familjen blekbäcksländor. Inga underarter finns listade i Catalogue of Life.